# 南谯州
南谯州，中国南北朝时设置的州，在今安徽省滁州市南谯区。
南朝梁大同二年（536年）侨置南谯州，治所在桑根山下（今安徽全椒县西北），下辖新昌郡、高塘郡、南梁郡、临滁郡。北齐天保三年（551年）徙治新昌郡顿丘县（今安徽滁州市）。南陈太建时从北齐手中收复，先治盱眙，后治顿丘，《隋书·地理志》误作北谯州，入於北周，北周辖境相当今安徽滁州、全椒、来安及江苏盱眙等地，下辖新昌郡、北谯郡、南梁郡。隋开皇元年（581年）改为滁州。